# Steven Howdle
Steven Howdle (* 1964 in Rotherham, South Yorkshire, England) ist ein britischer Chemiker und Leiter der School of Chemistry an der University of Nottingham.

## Werdegang
Howdle erwarb seinen PhD mit einer Arbeit zur Spektroskopie von verflüssigten Edelgasen im Jahr 1989, nachdem er 1983 sein Studium der Chemie an der University of Manchester erfolgreich abgeschlossen hatte.
Sein Forschungsschwerpunkt ist die Synthese von Polymeren unter Anwendung von superkritischem Kohlendioxid sowie die Verarbeitung und Herstellung neuartiger Polymere für das Tissue Engineering. Howdle hatte von 1991 bis 1999 ein Fellowship der Royal Society of Chemistry inne.

## Auszeichnungen
- Jerwood-Salters' Environment Award for Green Chemistry (2001)
- RSC Corday - Morgan Medal and Award (2001)
- Royal Society - Wolfson Research Merit Award (2003)
- RSC Interdisciplinary Award (2005); DECHEMA-Award of the Max Buchner Research Foundation (2006) "in recognition of his outstanding contribution to the innovative use of supercritical fluids for the synthesis and processing of polymers with a wide range of applications"
- RSC/SCI Macro Group UK Medal (2008).

## Publikationen (Auswahl)
- M. F. Sainz, J. A. Souto, D. Regentova, M. K. G. Johansson, S. T. Timhagen, D. J. Irvine, P. Buijsen, C. E. Koning, R. A. Stockman, S. M. Howdle: A facile and green route to terpene derived acrylate and methacrylate monomers and simple free radical polymerisation to yield new renewable polymers and coatings. In: Polymer Chemistry. Band 7, Nr. 16, 2016, S. 2882–2887.
- Amy R. Goddard, Sara Pérez-Nieto, Thayse Marques Passos, Brid Quilty, Kim Carmichael, Derek J. Irvine, Steven M. Howdle: Controlled polymerisation and purification of branched poly(lactic acid) surfactants in supercritical carbon dioxide. In: Green Chemistry. Nr. 17, 2016.
- Danielle J. Lloyd, Vasiliki Nikolaou, Jennifer Collins, Christopher Waldron, Athina Anastasaki, Simon P. Bassett, Steven M. Howdle, Adam Blanazs, Paul Wilson, Kristian Kempe, David M. Haddleton: Controlled aqueous polymerization of acrylamides and acrylates and "in situ" depolymerization in the presence of dissolved CO2. In: Chemical Communications. Band 52, Nr. 39, 2016, S. 6533–6536.
- T. Hasell, D. J. Parker, H. A. Jones, T. Mcallister, S. M. Howdle: Porous inverse vulcanised polymers for mercury capture. In: Chemical Communications. Band 52, Nr. 31, 2016, S. 5383–5386